# تمكطي (إيموزار)
تمكطي هي إحدى مشيخات المملكة المغربية، تتبع جغرافيا لعمالة أكادير إدا وتنان وإداريًا لإيموزار. يقدر عدد سكانها بـ 526 نسمة حسب الإحصاء الرسمي للسكان والسكنى لسنة 2004.